# Luxshare
Luxshare Precision Industry Co. Ltd., també coneguda com Luxshare-ICT, és un fabricant xinès de components electrònics.

## Història
Wang Laichun és la presidenta i cofundadora de la companyia. Wang va fundar Luxshare després de deu anys a Foxconn. El seu germà Wang Laishen és el vicepresident de Luxshare i també és ex-Foxconn. L'estil de lideratge de Wang Laichun es veu com el de Terry Gou de Foxconn.
Luxshare es va fundar l'any 2004 a Dongguan, Xina. L'empresa dissenya i fabrica cables d'ordinador; també és un assemblador clau d'AirPods per a Apple Inc. L'empresa va cotitzar públicament al consell de SME de la Borsa de Shenzhen el 2010.
El 2020, Luxshare es va convertir en un muntador d'iPhone després d'adquirir dues plantes de muntatge d'iPhone de Wistron.
El 2022, Luxshare va ser acusat pels fiscals taiwanesos de robar secrets comercials. Es deia que havien robat gran part de l'equip d'investigació i desenvolupament del competidor Catcher Technology basat en la Xina, això, combinat amb el robatori de secrets comercials de Catcher, hauria permès a Luxshare entrar ràpidament a la cadena de subministrament d'Apple.
Durant les protestes de la COVID-19 de 2022 a la Xina, el Wall Street Journal va informar que Luxshare va guanyar un lloc addicional a la cadena de subministrament d'Apple després de les protestes a una fàbrica de Foxconn a la zona econòmica de l'aeroport de Zhengzhou.
A partir del juliol de 2023, Luxshare va ser l'únic fabricant inicial i contractat de l'ordinador espacial Vision Pro d'Apple.